# Acalypha claussenii
Acalypha claussenii là một loài thực vật có hoa trong họ Đại kích. Loài này được (Turcz.) Müll.Arg. mô tả khoa học đầu tiên năm 1865.

## Phân bổ
Loài này thường sống ở Brazil (phía Đông Nam, Trung Tây), Central.
Đây là một loại cây lâu năm và phát triển chủ yếu ở quần xã nhiệt đới khô hạn theo mùa.